# Adriaan Dekkers
Adriaan "Ad" Dekkers (* 21 de marzo de 1938 Nieuwpoort, Países Bajos; † 27 de febrero de 1974 Gorinchem, Países Bajos) fue un escultor neerlandés , famoso por sus relieves.

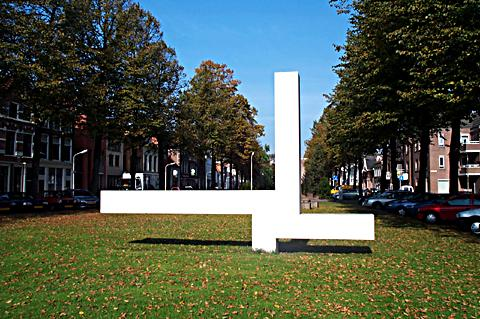
Dit in beton uitgevoerde beeld de Dekkers en Gorinchem, que considera las relaciones de tamaño característico 1:2:3:4, fue creado en 1974. La imagen es el logotipo del Simposio en 1974 y 2005.

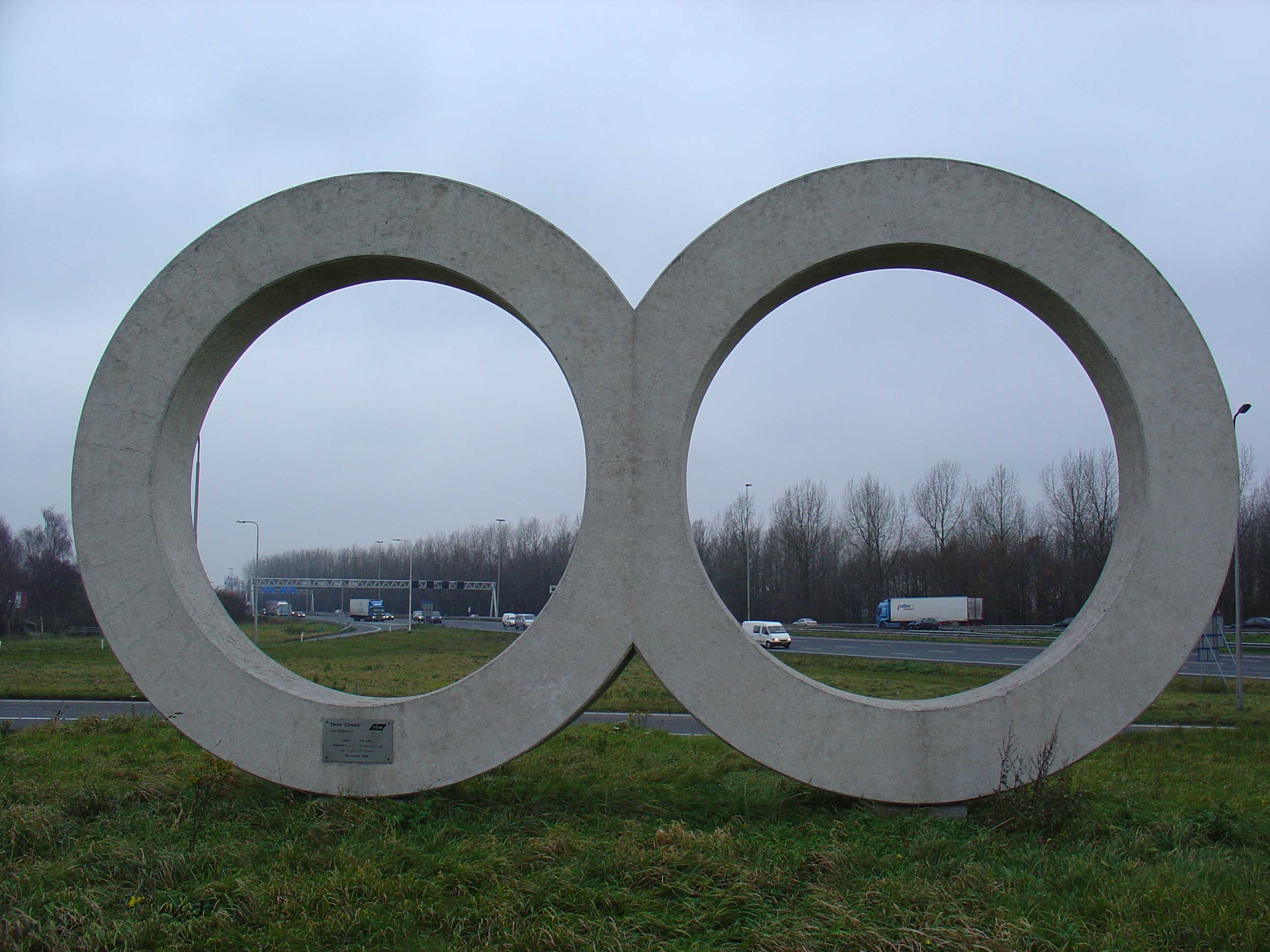
Dos círculos a lo largo de la A12 a Gouda.

## Vida y obra
Ad Dekkers estudió desde 1954 hasta 1958 en la Academia de Bellas Artes y Ciencias de la técnica en Róterdam. Dekkers fue representante del "pensamiento visual de los años 60". Su arte se basa en las doctrinas fundamentales de De Stijl y la Bauhaus, pero usó sus propios colores especiales y seleccionó susmateriales. En los años 1960 y 1970, vivió y trabajó en Gorinchem y en Róterdam.
Muchas de sus obras fueron llamados "en desarrollo", artículos auxiliares, principalmente de poliéster, basada en las figuras geométricas básicas, tales como cuadrado con círculo, círculo con cuadrado o cuadrado con líneas transversales . Sus primeras exposiciones individuales las realiza en 1966 en el Stedelijk Museum de Ámsterdam y en la Galería Swart, también en Ámsterdam.
Su arte recibió atención internacional. Asistió a la Bienal de arte cristiano (Biennale Christlicher Kunst)de 1966 en Salzburgo, también estuvo representado en "Blanco sobre blanco" („Weiß auf Weiß“) del mismo año en la Kunsthalle de Berna y en 1967 su obra estuvo presente en la Expo de Montreal y la Bienal de São Paulo. Con cinco de sus "etapas de desarrollo", tomó parte en la 4 ª documenta de Kassel en 1968  .

## Algunas obras
Las obras de Dekkers se incluyen en:
- Dos círculos en la autopista A12 a Gouda (ver imagen)
- Suelos en relieve - Floor reliefs -Vloerreliëfs op (1971-1972) en el campus de la Universidad Técnica de Eindhoven.[1] Originalmente las cuatro piezas fueron instaladas en los patios interiores de los edificios. Posteriormente han sido trasladadas al exterior.

### Museos
- Colección de la Fundación Calderara en Milán
- Palazzo Cavour[2] en Turín
- La entrada del Kröller-Müller Museum

## Exposiciones
- De junio a agosto de 1998 se produjo una exposición en el Stedelijk Museum de Ámsterdam.
- En 2009 hubo una exposición en el Gorcums museum.